# Espace urbain de Gien
Cet article court présente un sujet plus développé dans : Aire urbaine de Gien.
L’espace urbain de Gien est un espace urbain français centré sur la ville de Gien. Par la population, c'est le 73° des 96 espaces urbains français (numéro INSEE : 1L). Le concept d'espace urbain n'étant plus utilisé depuis 2010, on parle désormais de l'aire urbaine de Gien.